# Шухман Богдан Володимирович
Богдан Володимирович Шухман (нар. 8 квітня 2000) — український футболіст, воротар.

## Життєпис
Вихованець броварського ВУФК. З 2014 по 2017 рік виступав за ДЮСШ «Арсенал» (Щасливе).
Дорослу футбольну кар'єру розпочав у 2018 році в складі «Інгульця-2». Потрапляв до заявки на 3 поєдинки Другої ліги, проте в жодному з них на поле не виходив. Після розформування команди переведений до першої команди «Інгульця», у футболці якої дебютував 1 травня 2019 року в переможному (1:0) домашньому поєдинку 26-го туру Першої ліги проти «Сум». Богдан вийшов на поле на 73-й хвилині, замінивши травмованого Антона Ситникова. Також був у заявці «Інгульця» на фінальний поєдинок кубку України 2018/19, проте просидів увесь матч на лаві для запасних.

## Досягнення
«Інгулець»
- Кубок України
  -  Фіналіст (1): 2018/19